# Lavskrikor
Lavskrikor (Perisoreus) är ett litet släkte inom familjen kråkfåglar som endast består av tre arter.

## Kännetecken
Lavskrikorna har en luftig fjäderdräkt vilket ger dem ett lite rufsigt uttryck. De är ungefär traststora, kring 25 till 30 centimeter stora, med runt huvud med ganska lång stjärt. Fåglarna har yvig näsborrsbefjädring som gör att de ser tussiga ut runt näbben och tillsammans med de runda svarta ögonen ger de fågeln ett nästan gulligt uttryck. De flyger ljudlöst och snabbt med tvära girar mellan träden och återfinns i gammal tät granskog. Kön och ålder är lika.
Lavskrikor är allätare och plundrar även fågelbon på sommaren. Alla tre arter är oskygga.

## Arter och utbredning
- Lavskrika (Perisoreus infaustus) återfinns i norra barrskogsbältet från Skandinavien i väst, genom Ryssland till Mongoliet och Kina.
- Sotlavskrika (Perisoreus internigrans) har ett mycket litet utbredningsområde i bergsområden i Qinghai, Gansu och Sichuan i Kina.
- Grå lavskrika (Perisoreus canadensis) återfinns i Nordamerika.